# Улахан-Ботуобуя
Улахан-Ботуобуя (устар. Улахан-Ботуобуйа или Большая Батуобия) — река в России, протекает по территории Мирнинского улуса Якутии.
Длина реки — 459 км, площадь водосборного бассейна — 17 500 км². Берёт начало на Приленском плато на высоте более 419 метров над уровнем моря. Впадает в Вилюй в 1294 км от его устья по правому берегу. Высота устья — 173 м над уровнем моря.

## Гидрология
Среднегодовой расход воды, зафиксированный в 30 км от устья в 1994 году, составил 62,54 м³/с.
| Средний расход воды (м³/с) реки Улахан-Ботуобуя по месяцам и за год (замеры производились на гидрологическом посту в 30 км от устья) |